# Zote
Zoten sind anzügliche Witze, nicht selten mit sexuellem Inhalt.
Der Duden definiert Zote als derben, obszönen Witz, „der als gegen den guten Geschmack verstoßend empfunden wird“.

## Begriffsgeschichte

### Wortherkunft
Der Begriff erscheint gegen Ende des 15. Jahrhunderts im Nürnberger Fastnachtsspiel, im 16./17. Jahrhundert in Schwankbüchern und ist 1523 bei Martin Luther und 1551 bei Caspar Scheidt belegt, zunächst in der Wendung Zot(t)en reißen‚ etwas Unflätiges tun, derbe Späße machen’, dies vielleicht entlehnt aus französisch sot(t)ie „Narrenspiel“. Als Ursprung ebenfalls in Frage kommt Zotte in der Bedeutung „verfilztes, durch Schmutz und Kot verklebtes Haarbüschel, Schamhaare“. Die Unterscheidung zwischen Zote und Zotte in der Schreibung tritt seit etwa 1700 hervor.

### Psychologische Deutungsansätze
Die erste wissenschaftliche Definition dieser Witz-Kategorie stammt von Sigmund Freud. Freud erläutert darin seine Ansicht, dass die Zote primär dem Ziel dient, dass der Erzähler sein eigenes (meist sexuelles) Interesse auf den Hörer verlagern kann, ohne soziale Sanktionen befürchten zu müssen. Da die Zote gleichzeitig aber einen weiteren Inhalt vorschiebt, der sekundärer Bestandteil des Witzes ist, wird die Absicht des Erzählers kaschiert.